# Тростяница
Тростяни́ца (бел. Трасцяніца; полес. Тростяныця, Тростянка) — река в Брестской области Беларуси, левый приток Мухавца. Длина — 54 км.
Берёт начало у деревни Ляхчицы возле урочища Княжая гора. Канализирована. Протекает преимущественно по Кобринскому и Жабинковскому районам. Впервые река упоминается в ревизии Кобринской экономии, составленной королевским ревизором Дмитрием Сапегой в 1563 году. На её берегах произошла Крупчицкая битва.